# 加尔蔡因
加尔蔡因是奥地利蒂罗尔州施瓦茨县的一个市镇。总面积10.7平方公里，总人口550人，人口密度51.4人/平方公里（2005年）。